# Рэмси, Элис Хайлер
Элис Хайлер Рэмси (англ. Alice Huyler Ramsey; 11 ноября 1886, Хакенсак, Нью-Джерси — 10 сентября 1983, Ковина, Калифорния) — американская автомобилистка-долгожительница, известная тем, что стала первой женщиной в мире, пересекшей США от океана до океана, управляя автомобилем.

## Биография

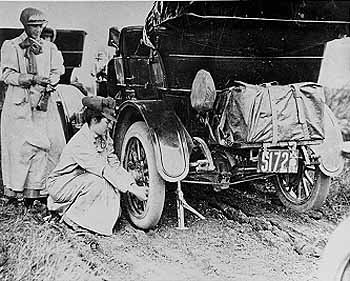
Элис меняет покрышку во время своего первого трансконтинентального автопробега, лето 1909 года

Элис Рэмси родилась 11 ноября 1886 года в городе Хакенсак, штат Нью-Джерси, в семье Джона Эдвина Хайлера, торговца древесиной, и Ады Мамфорд Фарр. В 1905 году окончила колледж Вассар. В 1906 году вышла замуж за политика Джона Рэмси (1862—1933), от которого родила двоих детей: Джона (1907—2000) и Элис (1910—?).

### Путешествие
9 июня 1909 года 22-летняя Элис, водительский стаж которой составлял один год и шесть тысяч миль пробега, оставив мужа и двухгодовалого сына, выехала на своём тёмно-зелёном автомобиле марки «Максвелл» (4 цилиндра, 30 лошадиных сил) из нью-йоркского Манхэттена в Сан-Франциско. Её попутчицами стали две золовки (Нетти Пауэлл и Маргарет Этвуд — обеим было за 40 лет) и 16-летняя подруга Гермин Джэнс, причём ни одна из трёх не умела управлять автомобилем. Через 59 дней, 7 августа, преодолев 3600—3800 миль дорог 14 штатов, они с триумфом прибыли в пункт назначения. Это путешествие являлось так называемым «публичным трюком» от компании Maxwell automobile, поскольку в то время в США женщина за рулём вызывала в лучшем случае недоумение, а то и возмущение. Ориентироваться в дороге девушкам помогали карты, предоставленные недавно созданной Американской автомобильной ассоциацией (ААА), хотя основным ориентиром в пути были столбы с телефонными проводами, вдоль которых Элис и ехала, уверенная, что это приведёт их к очередному городу. Из всего их пути лишь 152 мили дороги имели твёрдое не грунтовое покрытие. В пути Элис сменила 11 покрышек, чистила свечи зажигания, чинила поломавшуюся педаль тормоза, а один раз девушкам пришлось заночевать в машине, когда она застряла в грязи.

### После триумфа
В 1960 году Элис Рэмси была признана ААА «автомобилисткой века». В 1961 году она опубликовала книгу воспоминаний о своей авантюрной поездке Veil, Duster and Tire Iron. С 1909 года Элис пересекала страну из конца в конец за рулём автомобиля ещё более 30 раз, причём последний раз это сделала в возрасте 88 лет.
Элис Хайлер Рэмси скончалась 10 сентября 1983 года в городе Ковина, штат Калифорния. 17 октября 2000 года стала (посмертно) первой женщиной, чьё имя увековечено в Автомобильном зале славы.